# Colombo
Colombo ([kəˈlʌmboʊ], Sinhala: කොළඹ [ˈkəlɐmbɞ], Tamil: கொழும்பு [koɻumbu]) ist de facto die Hauptstadt von Sri Lanka (de jure ist Sri Jayewardenepura Kotte Hauptstadt und Regierungssitz). Colombo liegt an der Westküste der Insel auf Höhe des 7. Breiten- und des 80. Längengrades. Die günstige Lage auf einer Halbinsel und ein geschützter Naturhafen machten das ehemals kleine Fischerdorf zu einem begehrten Handelshafen für die Gewürzinsel. Nach der Unabhängigkeit 1948 wurde die Stadt auch politisches Zentrum der Insel.

## Geschichte
Colombo ist seit dem 5. Jahrhundert als Hafenstadt bekannt, die unter anderem römischen, arabischen und chinesischen Händlern als Station diente. Seit dem 8. Jahrhundert siedelten sich dort muslimische Händler an. (Noch heute ist das nahe beim Hafen gelegene Marktviertel Pettah hauptsächlich von Muslimen bewohnt.)
Im 16. Jahrhundert nahmen die Portugiesen einige Küstengebiete Sri Lankas, unter anderem Colombo und seinen Hafen, in Besitz. Sie gaben ihm den Namen Kolamba (anglisierend Colombo), was auf Sinhala Hafen bedeutet. Die Stadt wurde das Zentrum des lukrativen Gewürzhandels, wobei Zimt lange Zeit die Hauptrolle spielte. Zum Schutz des Hafens errichteten die Portugiesen ein Fort. Die Niederländer umzingelten die Stadt und belagerten Colombo sieben Monate lang. Am 12. Mai 1656 gaben die Portugiesen auf. Die Niederländer übernahmen die portugiesischen Besitzungen und führten den Gewürzhandel fort. 1796 eroberten die Briten Sri Lanka von den Niederländern und machten es 1802 zur Kronkolonie, deren Hauptstadt Colombo wurde. Es hat damit nach über 600 Jahren Anuradhapura abgelöst.
Nach der Unabhängigkeit Sri Lankas 1948 war Colombo weiterhin Hauptstadt. Seit 1982 befindet sich der Regierungssitz des Landes aber in Sri Jayewardenepura im Südosten Colombos.

## Stadtbild

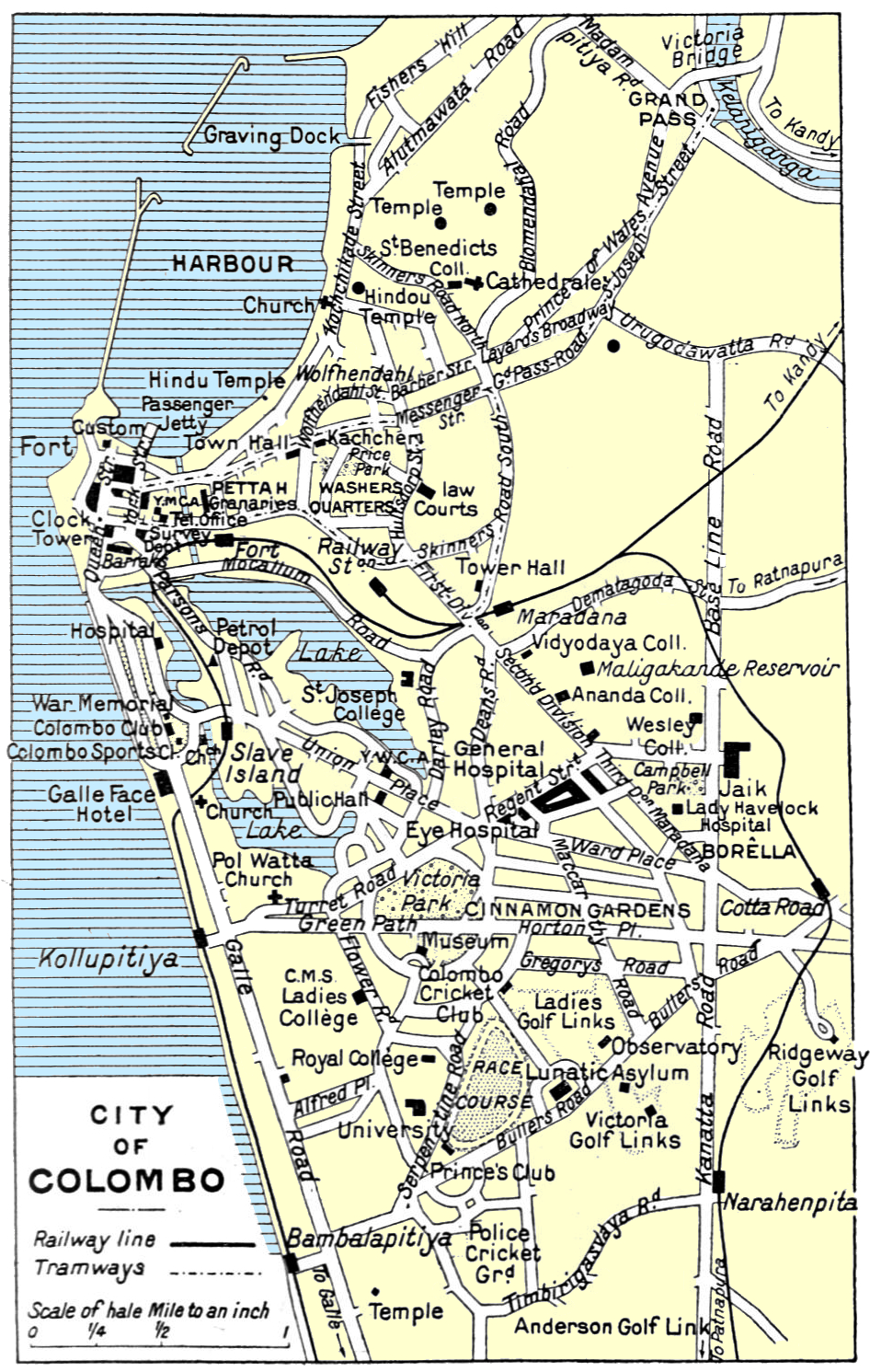
Der historische Kern 1930

Das historische Zentrum der Stadt ist das Fort, das heute das Dienstleistungs- und Geschäftsviertel ist. Dort befinden sich unter anderem das alte Parlament, der Amtssitz des Präsidenten, die Zwillingstürme des World Trade Center Colombo, dem zweithöchsten Gebäude Südasiens, der Beira Lake sowie The Kingsbury; sehenswert ist die Mischung von kolonialer und moderner Architektur. Etwas abseits des Finanzviertels befindet sich der Lotus Tower, das mit 350 Metern Höhe höchste Bauwerk des Landes.
Das Galle Face Green ist eine langgezogene Rasenfläche südlich des Forts, das sich vor allem an Sonn- und Feiertagen abends mit Besuchern füllt, die beim Sonnenuntergang in feiner Ausgehkleidung an der Strandpromenade spazieren gehen. Am Südende steht das Galle Face Hotel, das älteste Hotel der Stadt (gegründet 1864). Die weiße Fassade und die Eingangshalle des Gebäudes sind eindrucksvolle Zeugen des Viktorianischen Stils in Sri Lanka; von der Anziehungskraft des Hotels zeugt eine in der Halle angebrachte Tafel, auf der die vielen prominenten Besucher seit Bestehen aufgelistet sind.
Die Galle Road ist die Hauptschlagader von Colombo. Sie zieht sich schnurgerade vom Fort einige hundert Meter landeinwärts entlang der Küste bis an die südliche Stadtgrenze. In den Stadtteilen Kollupitiya und Bambalapitiya finden sich zahlreiche Geschäfte, Bürogebäude und Restaurants und mehrere moderne Einkaufszentren, wo sich vor allem die westlich orientierte Oberschicht einfindet.
Eine wichtige Sehenswürdigkeit ist das im Stadtviertel Cinnamon Gardens gelegene Rathaus, auch Independence Memorial Hall genannt, das 1946 nach dem Vorbild des Capitols in Washington errichtet wurde.
Der wohl berühmteste Einwohner Colombos war der in England geborene Science-Fiction-Autor Arthur C. Clarke, der von 1956 bis zu seinem Tod im März 2008 in Sri Lanka lebte und 2005 den Titel Sri Lankabhimanya erhielt.

## Wirtschaft & Infrastruktur

### Wirtschaft
Colombo ist Sitz der nationalen Wertpapierbörse, der Colombo Stock Exchange. 

### Verkehr

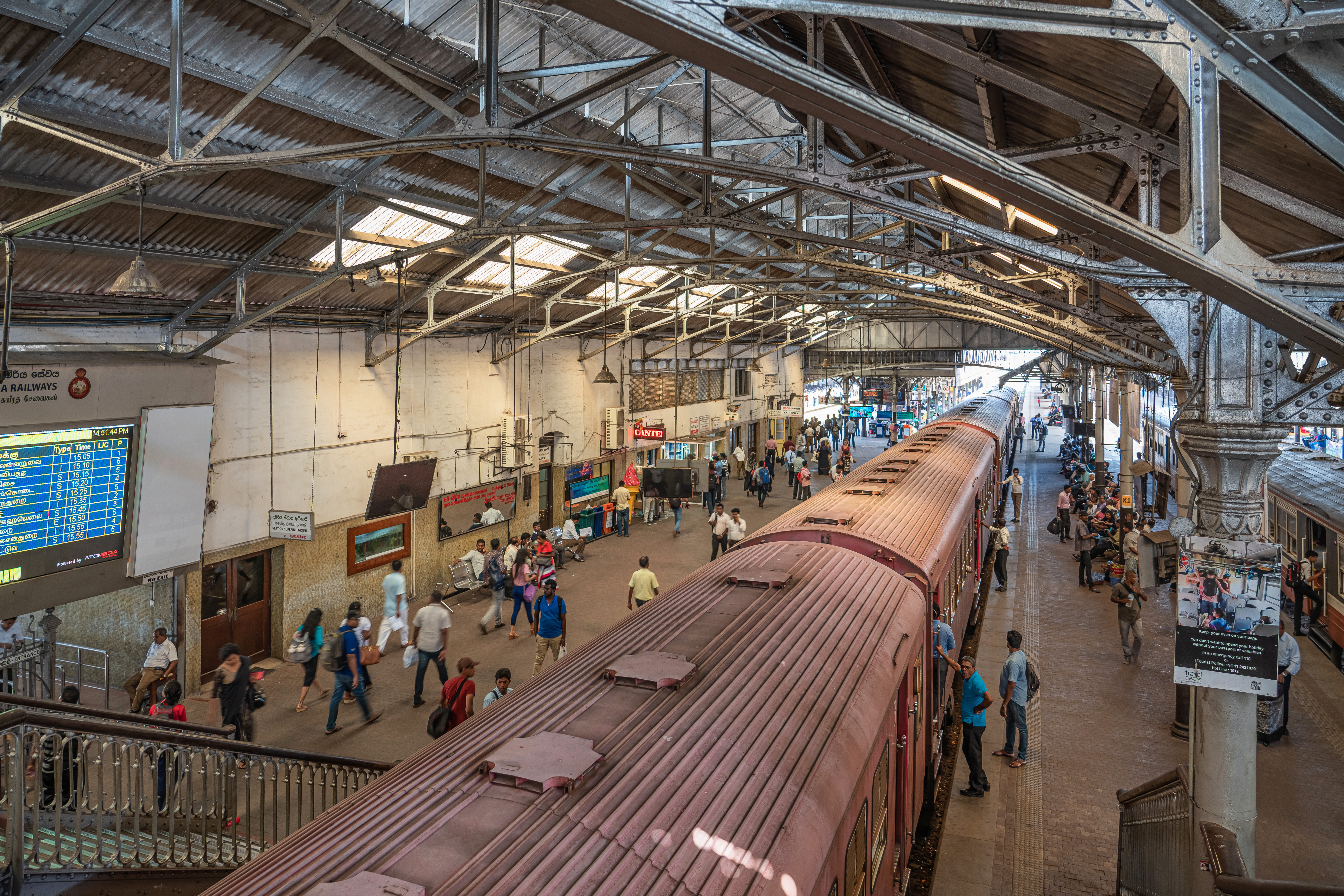
Der Hauptbahnhof
Colombo Fort

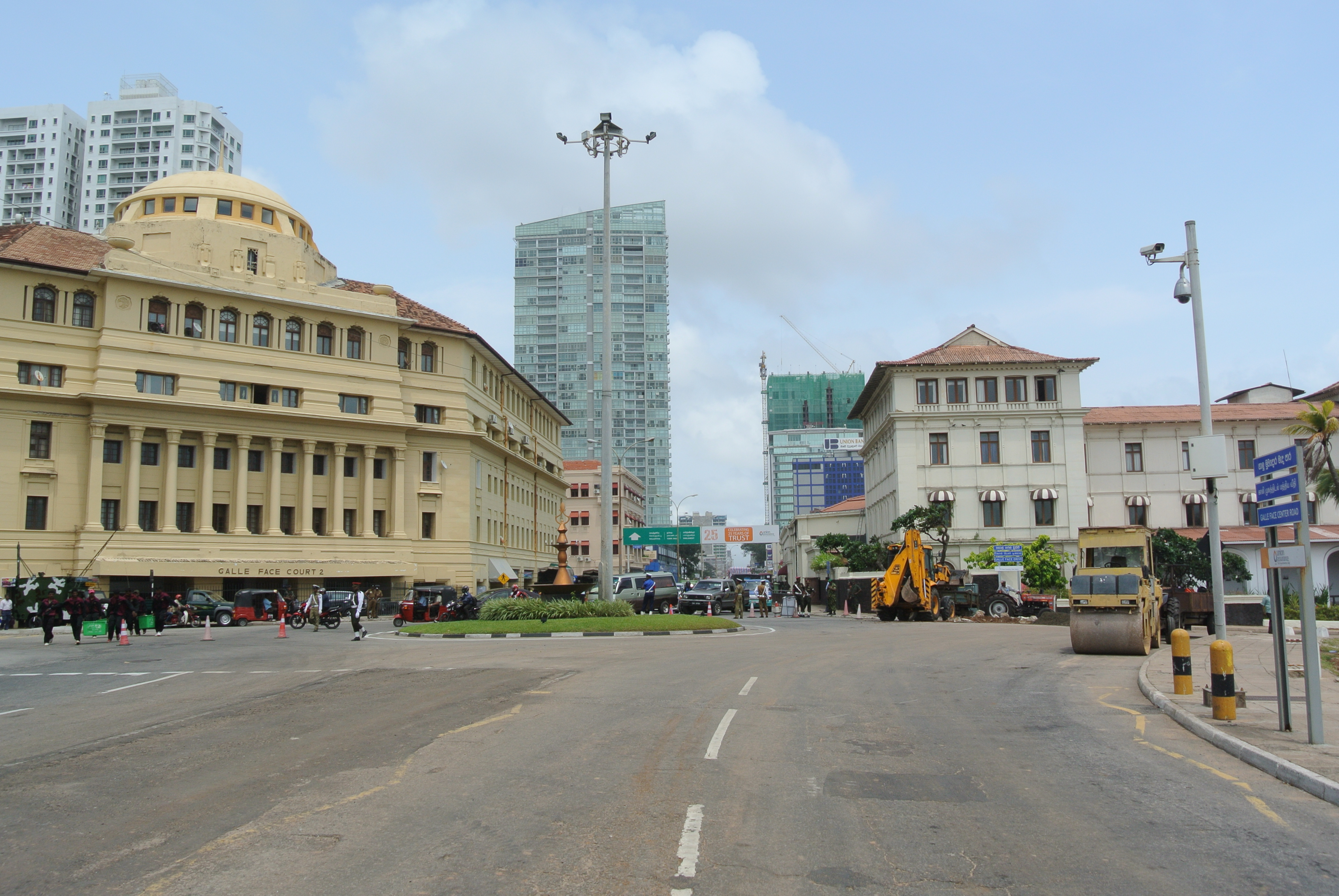
Im Zentrum von Colombo, Richtung Süden und Galle Road

Etwa 35 km nördlich befindet sich der Bandaranaike International Airport. Der Hafen von Colombo ist einer der wichtigsten Umschlaghäfen in Asien.
Die Fort Railway Station ist der Hauptbahnhof und ein Knotenpunkt der Sri Lanka Railways. Die Kelani-Valley-Bahn verbindet Colombo über Avissawella mit Yatiyanthota.

## Vororte
Colombo ist in 15 nummerierte Gebiete für Postdienste unterteilt. Innerhalb dieser Gebiete liegen die Vororte mit den zugehörigen Postämtern:
| Postleitzahl | Vororte                                      |
| Colombo 1    | Fort                                         |
| Colombo 2    | Slave Island und Union Place                 |
| Colombo 3    | Kollupitiya                                  |
| Colombo 4    | Bambalapitiya                                |
| Colombo 5    | Havelock Town und Kirilapone                 |
| Colombo 6    | Wellawatte und Pamankada                     |
| Colombo 7    | Cinnamon Gardens                             |
| Colombo 8    | Borella                                      |
| Colombo 9    | Dematagoda                                   |
| Colombo 10   | Maradana und Panchikawatte                   |
| Colombo 11   | Pettah                                       |
| Colombo 12   | Hultsdorf                                    |
| Colombo 13   | Kotahena und Bloemendhal                     |
| Colombo 14   | Grandpass                                    |
| Colombo 15   | Mutwal, Modera, Mattakkuliya und Madampitiya |

## Bevölkerung
Colombo ist eine multiethnische, multikulturelle Stadt. Die Bevölkerung besteht hauptsächlich aus Singhalesen, Tamilen und Moors. Es folgt eine Aufstellung der Bevölkerungszusammensetzung nach den Daten der Volkszählung von 2001.
| Ethnische Zugehörigkeit | Anzahl  | % der Gesamtbevölkerung |
| ----------------------- | ------- | ----------------------- |
| Singhalesen             | 256.657 | 041,37                  |
| Sri-Lanka-Tamilen       | 185.672 | 028,91                  |
| Moors                   | 153.299 | 023,87                  |
| Indische Tamilen        | 013.968 | 02,18                   |
| Malaien                 | 011.149 | 01,74                   |
| Burgher                 | 05.273  | 00,82                   |
| Chettys                 | 0740    | 00,12                   |
| Bharathas               | 0471    | 00,07                   |
| Andere                  | 05.934  | 00,92                   |
| Gesamt                  | 752.993 | 100                     |

## Religion
Colombo ist Sitz des gleichnamigen katholischen Erzbistums. Seit 2009 ist dort Kardinal Albert Malcolm Ranjith Erzbischof.
Kardinal Ranjith wurde 2010 von Papst Benedikt XVI. zum Kardinal erhoben und ist auch Präsident der Katholischen Bischofskonferenz in Sri Lanka
Buddhismus
Der Buddhismus ist die dominierende Religion in Sri Lanka und auch in Colombo stark vertreten. Die Mehrheit der Singhalesen sind Theravada-Buddhisten, und viele bedeutende Tempel befinden sich in der Stadt. Der bekannteste Tempel ist der Gangaramaya-Tempel nahe dem Beira-See. Er ist sowohl religiöses Zentrum als auch kulturelle Attraktion, in dem regelmäßig Feste und Zeremonien stattfinden, wie das Vesak-Fest oder Poya-Tage.
Hinduismus
Die wichtigsten hinduistischen Tempel sind der alte und der neue Kathiresan-Tempel in Bambalapitiya, beide dem Gott Murugan (Skanda) gewidmet. Weitere bedeutende Tempel sind der Sri Kaileswaram-Tempel (ältester Hindu-Tempel Colombos, Shiva und Ganesha geweiht) und der Sivasubramania Swami Kovil.
Islam
Der Islam ist mit etwa 10 % Bevölkerungsanteil die drittgrößte Religion in Sri Lanka und in Colombo besonders präsent. Die muslimische Gemeinschaft besteht hauptsächlich aus den Nachfahren arabischer Händler (Moors) sowie Malaysiern und kleineren Gruppen aus Indien. Die Jami Ul-Alfar-Moschee („Rote Moschee“) im Pettah-Viertel ist eines der bekanntesten Wahrzeichen Colombos. Sie wurde 1909 erbaut und ist nicht nur religiöses, sondern auch architektonisches Zentrum der muslimischen Gemeinschaft.

## Sport
In Colombo befinden sich mit Colombo Cricket Club Ground, Paikiasothy Saravanamuttu Stadium, R. Premadasa Stadium und Sinhalese Sports Club Ground vier Test-Cricket-Stadien. In der Stadt bestreitet die Sri-lankische Cricket-Nationalmannschaft regelmäßig Heimspiele gegen andere Nationalmannschaften. Im R. Premadasa Stadium fanden unter anderem Spiele beim Cricket World Cup 1996, Cricket World Cup 2011, der ICC Champions Trophy 2002, der ICC World Twenty20 2012 und der ICC Women’s World Twenty20 2012 statt und im Sinhalese Sports Club Ground Spiele des Cricket World Cup 1996 und der ICC Champions Trophy 2002.

## Städtepartnerschaften
| Stadt            | Staat                  | Seit |
| ---------------- | ---------------------- | ---- |
| Biratnagar       | Nepal                  | 1874 |
| Sankt Petersburg | Russland               | 1997 |
| Shanghai         | Volksrepublik China    | 2003 |
| Leeds            | Vereinigtes Königreich | 2008 |
| Ulaanbaatar      | Mongolei               | 2012 |
| Malé             | Malediven              | 2013 |
| Maroshi          | Malediven              | 2015 |

## Persönlichkeiten
- Iman Wilhelm Falck (1736–1785), niederländischer Gouverneur von Ceylon
- Edward Frederick Kelaart (1819–1860), Militärchirurg und Naturforscher
- Alicia Lloyd Still (1869–1944), englische Krankenschwester und Präsidentin des International Council of Nurses (ICN)
- Frederick George Donnan (1870–1956), britischer Chemiker
- Ananda Kentish Coomaraswamy (1877–1947), Historiker und Philosoph
- S. W. R. D. Bandaranaike (1899–1959), Politiker, von 1956 bis 1959 Premierminister von Ceylon
- Humphrey Waldock (1904–1981), britischer Jurist
- Junius Richard Jayawardene (1906–1996), Politiker, von 1978 bis 1989 Präsident Sri Lankas
- Geoffrey Bawa (1919–2003), Architekt
- David Morrison Reid Henry (1919–1977), britischer Vogelillustrator
- Christopher Weeramantry (1926–2017), Jurist
- John Carson (1927–2016), britischer Schauspieler
- Tony Hoare (* 1934), britischer Informatiker und Turingpreisträger
- Gritakumar E. Chitty (* 1939), Jurist
- Walter Haller (* 1939), Schweizer Jurist
- David de Kretser (* 1939), australischer Politiker
- Chandra Wickramasinghe (* 1939), Astrophysiker
- Michael Ondaatje (* 1943), kanadischer Schriftsteller
- Nirj Deva (* 1948), britischer Politiker
- Anura Bandaranaike (1949–2008), Politiker
- Dinesh Gunawardena (* 1949), Politiker, Premierminister von Sri Lanka
- Raja Segar (* 1951), Maler und Bildhauer
- David Wilkie (1954–2024), schottischer Schwimmer
- Rohan Pethiyagoda (* 1955), Biodiversitätsforscher, Herpetologe, Ichthyologe, Taxonom, Autor und Naturschützer
- Louiqa Raschid (* 1958), sri-lankisch-US-amerikanische Computerwissenschaftlerin
- Bernard White (* 1959), US-amerikanischer Schauspieler und Filmproduzent
- Beverley Craven (* 1963), britische Sängerin und Songschreiberin
- Alexander Gennadijewitsch Chloponin (* 1965), russischer Politiker, Vize-Premierminister und Generalgouverneur
- Shyam Selvadurai (* 1965), sri-lankisch-kanadischer Autor
- Chandra Kurt (* 1968), Schweizer Wein-Autorin
- Chamath Palihapitiya (* 1976), Unternehmer und Investor
- Prasanna Jayawardene (* 1979), Cricketspieler
- Jessica Kilian (* 1981), Schweizer Skeletonpilotin
- Selapperuma Nirantha Perera (* 1984), Fußballspieler
- Oshadi Ranasinghe (* 1986), Cricketspielerin
- Kaushal Silva (* 1986), Cricketspieler
- Angelo Mathews (* 1987), Cricketspieler
- Inoshi Priyadharshani (* 1987), Cricketspielerin
- Upeshka De Silva (* 1987 oder 1988), US-amerikanischer Pokerspieler
- Dilip Ruwan (* 1991), Leichtathlet
- Kalinga Kumarage (* 1992), Sprinter
- Anjani Pulwansa (* 1992), Weitspringerin
- Dushan Hemantha (* 1994), Cricketspieler
- Ireshani Rajasinghe (* 1994), Hürdenläuferin
- Hasini Perera (* 1995), Cricketspielerin
- Sadeera Samarawickrama (* 1995), Cricketspieler
- Kavindi Ishandika Sirimannage (* 1995), Badmintonspielerin
- Ravindu Laksiri (* 1996), Squashspieler
- Harshitha Madavi (* 1998), Cricketspielerin
- Maheesh Theekshana (* 2000), Cricketspieler
- Dunith Wellalage (* 2003), Cricketspieler

## Klima
Aufgrund der Nähe zum Äquator (6° 55′ Nord) herrscht ein tropisches Regenklima, elf bis zwölf Monate sind humid. Die Tagestemperaturen sind das ganze Jahr über sehr heiß und es ist sehr feucht (das ganze Jahr über 70 %), tagsüber sind Temperaturen unter 30 °C eine Seltenheit. Auch in den Nächten kühlt es nicht besonders ab, im Mai sind auch Nachttemperaturen über 29 °C nicht selten. Temperaturen unter 20 °C kommen nur in den Wintermonaten Januar bis Februar vor, statistisch gesehen sind sie auch dann nur alle zehn Tage möglich. Die tiefste jemals gemessene Temperatur in Colombo liegt bei 18,8 °C, die höchste bei 37,0 °C.
|                       | Jan  | Feb  | Mär   | Apr   | Mai   | Jun   | Jul   | Aug   | Sep   | Okt   | Nov   | Dez   |   |         |
| Mittl. Tagesmax. (°C) | 30,9 | 31,2 | 31,7  | 31,8  | 31,1  | 30,4  | 30,0  | 30,0  | 30,2  | 30,0  | 30,1  | 30,3  | ⌀ | 30,6    |
| Mittl. Tagesmin. (°C) | 22,3 | 22,6 | 23,7  | 24,6  | 25,5  | 25,5  | 25,2  | 25,1  | 24,8  | 24,0  | 23,2  | 22,8  | ⌀ | 24,1    |
|                       |      |      |       |       |       |       |       |       |       |       |       |       |   |         |
| Niederschlag (mm)     | 58,2 | 72,7 | 128,0 | 245,6 | 392,4 | 184,9 | 121,9 | 119,5 | 245,4 | 365,4 | 414,4 | 175,3 | Σ | 2.523,7 |
|                       |      |      |       |       |       |       |       |       |       |       |       |       |   |         |
| Sonnenstunden (h/d)   | 8,0  | 8,8  | 8,9   | 7,8   | 6,5   | 6,5   | 6,5   | 6,5   | 6,3   | 6,5   | 7,0   | 7,0   | ⌀ | 7,2     |
|                       |      |      |       |       |       |       |       |       |       |       |       |       |   |         |
| Regentage (d)         | 5    | 5    | 9     | 14    | 16    | 16    | 12    | 11    | 15    | 17    | 15    | 10    | Σ | 145     |
|                       |      |      |       |       |       |       |       |       |       |       |       |       |   |         |
| Wassertemperatur (°C) | 27,7 | 28,3 | 29,0  | 29,6  | 29,2  | 28,1  | 27,2  | 27,1  | 27,7  | 28,5  | 28,7  | 28,0  | ⌀ | 28,3    |
|                       |      |      |       |       |       |       |       |       |       |       |       |       |   |         |
| Luftfeuchtigkeit (%)  | 75   | 77   | 79    | 81    | 83    | 82    | 82    | 81    | 81    | 84    | 82    | 79    | ⌀ | 80,5    |

| 22,3 |

| 22,6 |

| 23,7 |

| 24,6 |

| 25,5 |

| 25,5 |

| 25,2 |

| 25,1 |

| 24,8 |

| 24,0 |

| 23,2 |

| 22,8 |

| 22,3 |

| 22,6 |

| 23,7 |

| 24,6 |

| 25,5 |

| 25,5 |

| 25,2 |

| 25,1 |

| 24,8 |

| 24,0 |

| 23,2 |

| 22,8 |